# جورجوو (راچا)
جورجوو (به صربی: Đurđevo) یک منطقهٔ مسکونی در صربستان است که در راچا واقع شده‌است. جورجوو ۷۲۶ نفر جمعیت دارد.